# Павчич, Милош Павлович
Павчич Милош Павлович (04.10.1922 г. дер. Фужине, округ Любляна, Словения — 2009 г. Санкт-Петербург) — советский и российский гидроэнергетик, изобретатель, действительный член МЭА, участник Великой Отечественной войны, кавалер орденов «Красного Знамени» и «Знак почета», Почётный энергетик СССР, Почетный энергетик Российской Федерации, Лауреат премии Совета министров СССР.

## Биография
Родился 4 октября 1922 года в Словении в Люблянском округе, в деревне Фужине. Во время Второй Мировой войны воевал в партизанских отрядах Югославского сопротивления под командованием И. Б. Тито. В 1946 году приехал в СССР на учёбу. Получил советское гражданство. Поступил в Ленинградский политехнический институт на Гидротехнический факультет. Будучи студентом принимал участие в работе первых в истории Студенческих Строительных Отрядов на строительстве Непповской и Ложголовской ГЭС в Кингисеппском и Сланцевском районах Ленинградской области. В 1952 году окончил ЛПИ имени М. И. Калинина по специальности «Инженер-строитель». С этого же года и да конца жизни работал во ВНИИГ им Б.Е.Веденеева. Занимался эксплуатационной надёжностью Свирских, Волховской, Энсо, Раухиала, Баксанской, Камской, Мингечаурской ГЭС. Руководил исследованиями по обоснованию конструкций грунтовой плотины Асуанского гидроузла, разработал противофильтрационные мероприятия для основания бетонной плотины ГЭС Наглу в Афганистане. Занимался обоснованием конструкций плотин Каховской, Братской, Волжских ГЭС, плотины Доспат в Болгарии, инженерной защитой г. Казани от подтопления. В течение десяти лет являлся заместителем председателя Межведомственной комиссии по координации важнейших научно-исследовательских работ по проблеме «Грунтовые сооружения и нескальные основания». Руководил работами по повышению эксплуатационной надёжности грунтовых плотин Серебрянской, Териберских и Курейской ГЭС. Многие годы работал координатором НИР Комплекса защиты Ленинграда от наводнений. За время своей деятельности опубликовал в отечественных и зарубежных изданиях 92 научные работы, в том числе книги и учебники. Автор 5-и монографий, 12-и нормативных документов. Получил 25 патентов на изобретения.

## Награды
- Орден Трудового Красного Знамени (1980)
- Орден «Знак почета» (1971)
- Почётный энергетик СССР (1982)
- Почётный энергетик России (1997)
- Лауреат Премии Совета Министров СССР (1983)
- Золотая медаль ВДНХ (1984)
- Бронзовая медаль ВДНХ (1979, 1981)